# Trevor Ariza
Trevor Anthony Ariza (Miami, Florida; 30 de junio de 1985) es un jugador de baloncesto estadounidense, de origen dominicano, que se encuentra sin equipo. Con 2,03 metros de estatura, juega en la posición de alero.

## Carrera

### Instituto
Jugó en el Westchester High School de Los Ángeles, donde coincidió en su temporada júnior con el jugador de New Jersey Nets, Hassan Adams. Lideró a los Comets al campeonato estatal de California en sus temporadas júnior y sénior. Como sénior promedió 21 puntos, 14 rebotes, 9 asistencias y 3 tapones. Los Angeles Times le concedió el galardón de Boys Basketball al Jugador del Año y mejor jugador de Los Ángeles. En sus 4 temporadas jugó en todas las posiciones. Le retiraron su dorsal número 4 y fue listado como el 5º mejor alero y el 18º mejor jugador del país en 2003.

### Universidad
Solo pasó una temporada en la Universidad de UCLA. Sus cifras con los Bruins fueron de 11,6 puntos, 6,5 rebotes y 1,7 robos en 25 partidos (23 de ellos de titular). Su tope anotador lo marcó en 24 puntos, ante Oregon State y ante Southern California. El de rebotes quedó en 14 ante Michigan. En esa 2003-04 fue incluido en el Quinteto Freshman de la Pac-10.

#### Estadísticas
| Año     | Equipo | PJ | PT | MPP  | %TC  | %3P  | %TL  | RPP | APP | ROB | TPP | PPP  |
| ------- | ------ | -- | -- | ---- | ---- | ---- | ---- | --- | --- | --- | --- | ---- |
| 2003–04 | UCLA   | 25 | 23 | 31.6 | .426 | .237 | .504 | 6.5 | 2.1 | 1.7 | .4  | 11.6 |

### NBA

#### Primeros años
Fue escogido en el puesto 43 por los New York Knicks en el draft de la NBA de 2004. Comenzó desde el banquillo pero pronto se ganó la titularidad de la mano de Larry Brown, y con 19 años se convirtió en el segundo rookie más joven en disputar 80 partidos con los Knicks. 
En febrero de 2006, fue traspasado a Orlando Magic junto a Penny Hardaway por Steve Francis. Tras el traspaso, promedió 4,7 puntos. En la 2006-07 promedió 8,9 puntos y 4,4 rebotes.

#### Los Angeles Lakers
En noviembre de 2007, recaló en Los Angeles Lakers por Brian Cook y Maurice Evans. En enero de 2008, se lesionó el pie derecho, haciendo su retorno en el segundo partido de las Finales de Conferencia ante San Antonio Spurs. En marzo de 2009, fue expulsado de un partido tras una durísima falta sobre Rudy Fernández, jugador de los Portland Trail Blazers, que acabó con el jugador español hospitalizado. El 15 de ese mes, logró su mejor marca al anotar 26 puntos ante Dallas Mavericks.
En los playoffs de 2009, anotó 21 puntos ante Utah Jazz en el primer partido. En las Finales de Conferencia ante Denver Nuggets, fue decisivo para la victoria de los Lakers. En las Finales de la NBA, los Lakers vencieron a los Orlando Magic, promediando 11,3 puntos y 4,2 rebotes, además de un 50% desde la línea de tres puntos.

#### Houston Rockets
En julio de 2009, firmó con los Houston Rockets un contrato de 33 millones de dólares por 5 años. Declaró haber rechazado renovar con los Lakers al buscar ser mejor jugador con otro equipo. El 31 de octubre de 2009, anotó 33 puntos ante Portland Trail Blazers y en abril de 2010 anotó su primer triple-doble.

#### New Orleans Hornets
En agosto de 2010, fue traspasado a New Orleans Hornets en un traspaso a cuatro bandas con Indiana Pacers y New Jersey Nets. En los playoffs de 2011, promedió 15,5 puntos y 6,5 rebotes. Los Hornets caerían ante Los Angeles Lakers en 6 partidos.
En la 2011-12, su rendimiento fue regular, pero la marcha de Chris Paul debilitó mucho a los Hornets, que no consiguieron clasificarse a playoffs.

#### Washington Wizards
En junio de 2012, él y Emeka Okafor fueron traspasados a Washington Wizards por Rashard Lewis. En la temporada 2013-14 con los Wizards, sería vital para que el equipo vuelva a los playoffs y vencieran a los Chicago Bulls por 4-1, aunque luego caerían ante los Indiana Pacers. Tanto en la temporada regular como en los playoffs, mostró un gran nivel, debido a su capacidad para convertir triples (en especial desde las esquinas donde estuvo entre los líderes de la liga) y su defensar perimetral.

#### Regreso a los Houston Rockets
El 15 de julio de 2014, fue adquirido por los Houston Rockets en un acuerdo de firma y traspaso a tres bandas que involucró a los Wizards y los New Orleans Pelicans.

#### Phoenix
Tras cuatro temporadas siendo titular en Houston, todas ellas con paso por playoffs, incluidas dos Finales de Conferencia, el 1 de julio de 2018 firma por los Phoenix Suns por una temporada.

#### Vuelta a Washington
A mediados de la temporada 2018-19, tras disputar 26 partidos con la franquicia de Arizona, el 15 de diciembre es traspasado a Washington Wizards a cambio de Kelly Oubre Jr. y Austin Rivers.

#### Sacramento Kings
El 1 de julio de 2019, firma un contrato de $25 millones por 2 años con Sacramento Kings.

#### Portland
El 19 de enero de 2020, es traspasado a Portland Trail Blazers, a cambio de Anthony Tolliver y Kent Bazemore.
El 22 de junio de 2020, anunció que no volvería para la reanudación de la temporada 2019-20 en Orlando.

#### Oklahoma City Thunder
El 17 de noviembre de 2020 es traspasado a Houston Rockets a cambio de Robert Covington. Pero, al día siguiente, es traspasado de nuevo a Detroit Pistons. Una semana más tarde se vio envuelto en un nuevo traspaso a tres bandas, acabando en las filas de los Oklahoma City Thunder.

#### Miami Heat
Después de unos meses en Oklahoma, el 17 de marzo de 2021, es traspasado a Miami Heat a cambio de Meyers Leonard.

#### Regreso a Los Angeles Lakers
El 2 de agosto de 2021, firma como agente libre con Los Angeles Lakers. El 7 de abril de 2022, tras 24 encuentros, el equipo decide rescindir su contrato.

## Estadísticas de su carrera en la NBA
|  | Denota temporada en la que ganó el Campeonato de la NBA |

### Temporada regular
| Año     | Equipo      | PJ   | PT  | MPP  | %TC  | %3P  | %TL  | RPP | APP | ROB | TPP | PPP  |
| ------- | ----------- | ---- | --- | ---- | ---- | ---- | ---- | --- | --- | --- | --- | ---- |
| 2004-05 | New York    | 80   | 12  | 17.3 | .442 | .231 | .695 | 3.0 | 1.1 | .9  | .2  | 5.9  |
| 2005-06 | New York    | 36   | 10  | 19.7 | .418 | .333 | .545 | 3.8 | 1.3 | 1.2 | .3  | 4.6  |
| 2005-06 | Orlando     | 21   | 0   | 13.8 | .400 | .000 | .700 | 3.9 | .7  | .7  | .1  | 4.7  |
| 2006-07 | Orlando     | 57   | 7   | 22.4 | .539 | .000 | .620 | 4.4 | 1.1 | 1.0 | .3  | 8.9  |
| 2007-08 | Orlando     | 11   | 0   | 10.5 | .452 | .000 | .533 | 2.2 | .7  | .5  | .3  | 3.3  |
| 2007-08 | L.A. Lakers | 24   | 3   | 18.0 | .524 | .333 | .683 | 3.5 | 1.5 | 1.1 | .3  | 6.5  |
| 2008-09 | L.A. Lakers | 82   | 20  | 24.4 | .460 | .319 | .710 | 4.3 | 1.8 | 1.7 | .3  | 8.9  |
| 2009-10 | Houston     | 72   | 71  | 36.5 | .394 | .334 | .649 | 5.6 | 3.8 | 1.8 | .6  | 14.9 |
| 2010-11 | New Orleans | 75   | 75  | 34.7 | .398 | .303 | .701 | 5.4 | 2.2 | 1.6 | .4  | 11.0 |
| 2011-12 | New Orleans | 41   | 41  | 32.9 | .417 | .333 | .775 | 5.2 | 3.3 | 1.7 | .6  | 10.8 |
| 2012-13 | Washington  | 56   | 15  | 26.3 | .417 | .364 | .821 | 4.8 | 2.0 | 1.3 | .4  | 9.5  |
| 2013-14 | Washington  | 77   | 77  | 35.4 | .456 | .407 | .772 | 6.2 | 2.5 | 1.6 | .3  | 14.4 |
| 2014-15 | Houston     | 82   | 82  | 35.7 | .402 | .350 | .853 | 5.6 | 2.5 | 1.9 | .3  | 12.8 |
| 2015-16 | Houston     | 81   | 81  | 35.3 | .416 | .371 | .783 | 4.5 | 2.3 | 2.0 | .3  | 12.7 |
| 2016-17 | Houston     | 80   | 80  | 34.7 | .408 | .343 | .738 | 5.7 | 2.2 | 1.8 | .3  | 11.7 |
| 2017-18 | Houston     | 67   | 67  | 33.9 | .412 | .368 | .854 | 4.4 | 1.6 | 1.5 | .2  | 11.7 |
| 2018-19 | Phoenix     | 26   | 26  | 34.0 | .379 | .360 | .837 | 5.6 | 3.3 | 1.5 | .3  | 9.9  |
| 2018-19 | Washington  | 43   | 43  | 34.1 | .409 | .322 | .777 | 5.3 | 3.8 | 1.2 | .3  | 14.1 |
| 2019-20 | Sacramento  | 32   | 0   | 24.7 | .388 | .352 | .778 | 4.6 | 1.6 | 1.1 | .2  | 6.0  |
| 2019-20 | Portland    | 21   | 21  | 33.4 | .491 | .400 | .872 | 4.8 | 2.0 | 1.6 | .4  | 11.0 |
| 2020-21 | Miami       | 30   | 27  | 28.0 | .411 | .350 | .773 | 4.8 | 1.8 | 1.0 | .6  | 9.4  |
| 2021-22 | L.A. Lakers | 24   | 11  | 19.3 | .333 | .270 | .556 | 3.4 | 1.1 | .5  | .3  | 4.0  |
| Total   | Total       | 1118 | 769 | 29.5 | .422 | .351 | .731 | 4.8 | 2.1 | 1.5 | .3  | 10.4 |

### Playoffs
| Año   | Equipo      | PJ  | PT | MPP  | %TC  | %3P  | %TL  | RPP | APP | ROB | TPP | PPP  |
| ----- | ----------- | --- | -- | ---- | ---- | ---- | ---- | --- | --- | --- | --- | ---- |
| 2007  | Orlando     | 4   | 0  | 11.8 | .313 | .000 | .250 | 2.3 | 1.3 | .2  | 0   | 2.8  |
| 2008  | L.A. Lakers | 8   | 0  | 5.6  | .583 | .250 | .500 | 1.4 | .1  | .1  | .1  | 2.1  |
| 2009  | L.A. Lakers | 23  | 23 | 31.4 | .497 | .476 | .563 | 4.2 | 2.3 | 1.6 | .4  | 11.3 |
| 2011  | New Orleans | 6   | 6  | 40.2 | .412 | .333 | .727 | 6.5 | 3.3 | 1.3 | .5  | 15.5 |
| 2014  | Washington  | 11  | 11 | 37.0 | .481 | .446 | .778 | 8.9 | 1.7 | 1.5 | .4  | 13.6 |
| 2015  | Houston     | 17  | 17 | 38.5 | .426 | .375 | .905 | 6.4 | 2.6 | 1.8 | .1  | 13.2 |
| 2016  | Houston     | 5   | 5  | 36.2 | .255 | .143 | .750 | 4.2 | .8  | 2.6 | .2  | 6.6  |
| 2017  | Houston     | 11  | 11 | 37.5 | .423 | .377 | .929 | 5.1 | 2.1 | 1.3 | .2  | 10.7 |
| 2018  | Houston     | 17  | 17 | 34.2 | .360 | .286 | .742 | 3.8 | 1.3 | 1.1 | .1  | 8.8  |
| 2021  | Miami       | 4   | 4  | 24.0 | .304 | .294 | .000 | 5.8 | .5  | .8  | .3  | 4.8  |
| Total | Total       | 106 | 94 | 32.0 | .423 | .365 | .722 | 5.0 | 1.8 | 1.3 | .2  | 10.1 |

## Vida personal
Su hermano menor, Tajh Ariza, murió el 18 de marzo de 1996 a los 5 años de edad en Caracas, Venezuela, después de precipitarse por la ventana de una habitación en el piso 16 del Hotel Anauco Hilton, mientras Trevor observaba el juego de su padrastro con los Cocodrilos de Caracas. Su primer hijo lleva el nombre de su difunto hermano.
Su padrastro, Kenny McClary, jugó en los Florida Gators a finales de los 80'. Ariza tiene ascendencia dominicana y turcocaiqueño a través de su abuelo Osvaldo Ariza, nativo de Puerto Plata y su madre Lolita, una ex-Miss Turcos y Caicos, nativa de Isla Gran Turca. Consideró el cambio de ciudadanía para jugar con la selección de baloncesto de la República Dominicana, sin embargo, descartó esa opción después de aceptar una invitación al campo de entrenamiento de la selección de baloncesto de Estados Unidos.